# Unterägeri
Unterägeri és un municipi del cantó de Zug (Suïssa).